# Marroneta de l'aranyoner aranesa
La marroneta de l'aranyoner aranesa (Satyrium pruni) és una espècie de lepidòpter papilionoïdeu de la família dels licènids (Lycaenidae) present als Països Catalans.

## Distribució
S'estén per gran part d'Europa i per l'Àsia fins a Corea i el Japó. A Europa, es troba des del nord de la península Ibèrica fins al nord d'Alemanya, sud d'Escandinàvia, sud de Finlàndia, extrem nord-oest de Rússia i Balcans fins al nord de Grècia. Absent de les principals illes mediterrànies i de gran part de la península Itàlica i de les illes Britàniques. A la península Ibèrica apareix de forma molt escassa en una desena de localitats a les províncies de Burgos, Biscaia, Àlaba, Navarra, Saragossa i Lleida. A Catalunya es coneix només de la Vall d'Aran, amb una citació de principis dels anys vuitanta del segle xx al voltant de Les, considerada posteriorment errònia, i la primera citació fidedigna del mes de juny del 2014 a la vall d'Arròs.

## Descripció
Envergadura alar d'entre 25 i 30 mm. Lleuger dimorfisme sexual, en ser la femella una mica més gran i tenir una major extensió de taronja a l'anvers, mentre que el mascle presenta un adroconi a l'anvers de l'ala anterior. L'anvers del mascle és de color marró fosc, amb un marcat androconi a la part superior de l'ala anterior i algunes taques taronges prop de l'angle anal de l'ala posterior. La femella és similar, però sense androconi i amb major extensió de taronja a l'ala posterior i també amb algunes taques prop del marge de l'ala anterior. Revers semblant en ambdós sexes, de color marró amb una línia blanca poc sinuosa a la part exterior de les dues ales, la qual es veu interrompuda per les venes. L'ala posterior presenta una franja taronja prop del marge, que es prolonga parcialment per l'ala anterior, així com una sèrie de punts negres a banda i banda d'aquesta, dels quals els més propers a la base de l'ala estan vorejats de blanc interiorment. Ambdós sexes presenten una cueta a l'ala posterior, i, prop d'aquesta, una petita taca blava al revers.

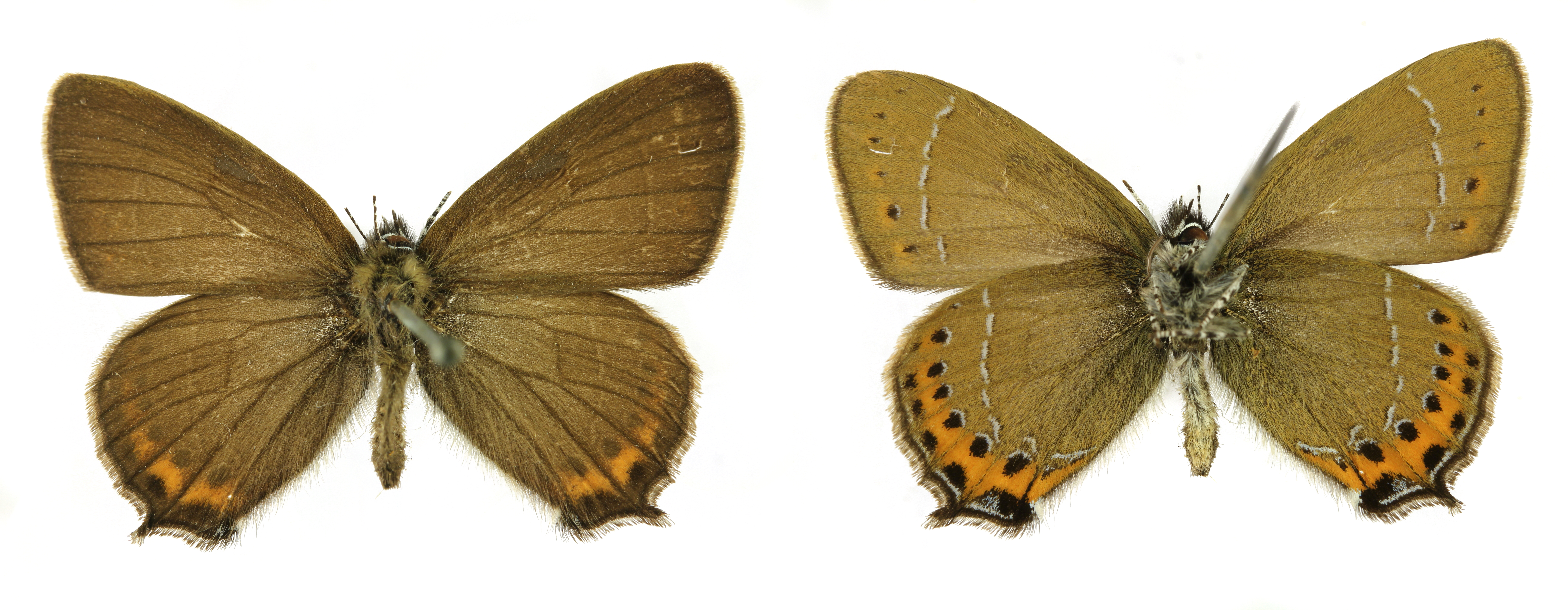
♂ / ♂ △

## Hàbitat
Boscos esclarissats de caducifolis, sobretot a les vores d'aquests i en prats abandonats o hi abundi l'aranyoner (Prunus spinosa). Rang altitudinal des dels 200 m fins als 750 m. L'eruga s'alimenta de diverses rosàcies del gènere Prunus, sobretot l'aranyoner.

## Període de vol i hibernació
Vola en una generació des de mitjans de maig fins a finals de juliol, en funció de la localitat. Hiberna com a eruga a l'interior de l'ou.

## Comportament
Les femelles ponen els ous de forma individual principalement a les enforcadures de les tiges en les parts més altes de la seva planta nutrícia. Les erugues joves s'alimenten de les inflorescències d'aquesta, mentre que en estadis posteriors es nodreixen de dels brots de les fulles noves. Es tracta d'una espècie mirmecòfila facultativa, les erugues de la qual es poden associar a diverses espècies de formigues.
Els mascles són territorials i s'apleguen a les capçades d'alguns arbres, com freixes i aurons. Ambdós sexes són molt arborícoles, on s'alimenten de les secrecions dels pugons, però també acudeixen a àrees oberts on cerquen nèctar en plantes com l'olivereta (Ligustrum vulgare) i el sanguinyol (Cornus sanguinea).

## Conservació
A Catalunya, es tracta d'una papallona escassa i molt local i de la qual se'n desconeix el seu estat poblacional. Les principals amenaces són la captura d'exemplars per al col·leccionisme i l'alteració o destrucció dels seus hàbitats. Per aquests motius, està inclosa al Catàleg de fauna salvatge autòctona amenaçada i de mesures de protecció i de conservació de la fauna salvatge autòctona protegida, en la categoria En perill d’extinció.

## Espècies ibèriques similars
- Marroneta de l'aranyoner (Satyrium acaciae)
- Marroneta de l'alzina (Satyrium esculi)
- Marroneta del roure (Satyrium ilicis)
- Marroneta de la taca blava (Satyrium spini)
- Marroneta de l'om (Satyrium w-album)

## Galeria

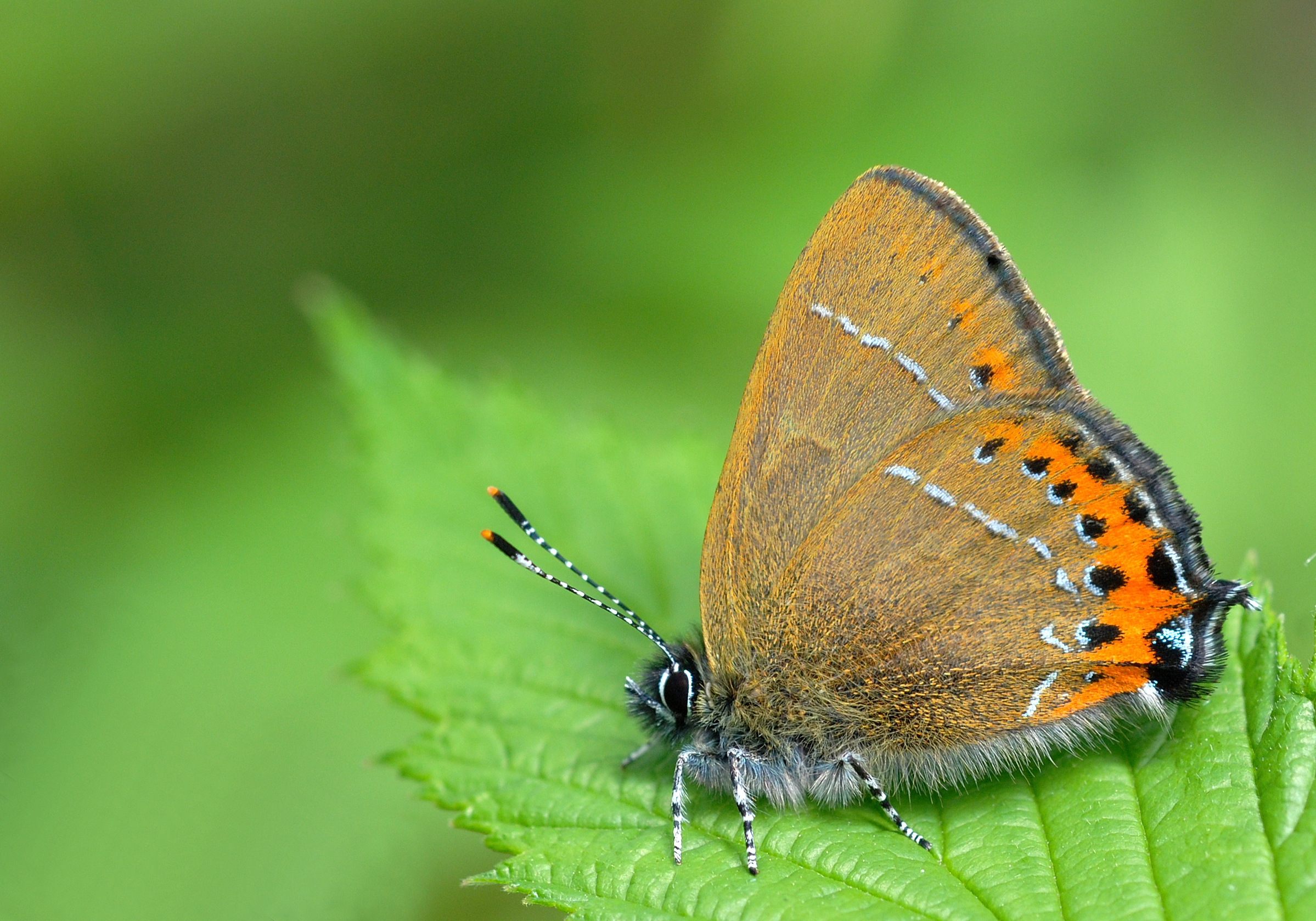
Revers d'un adult
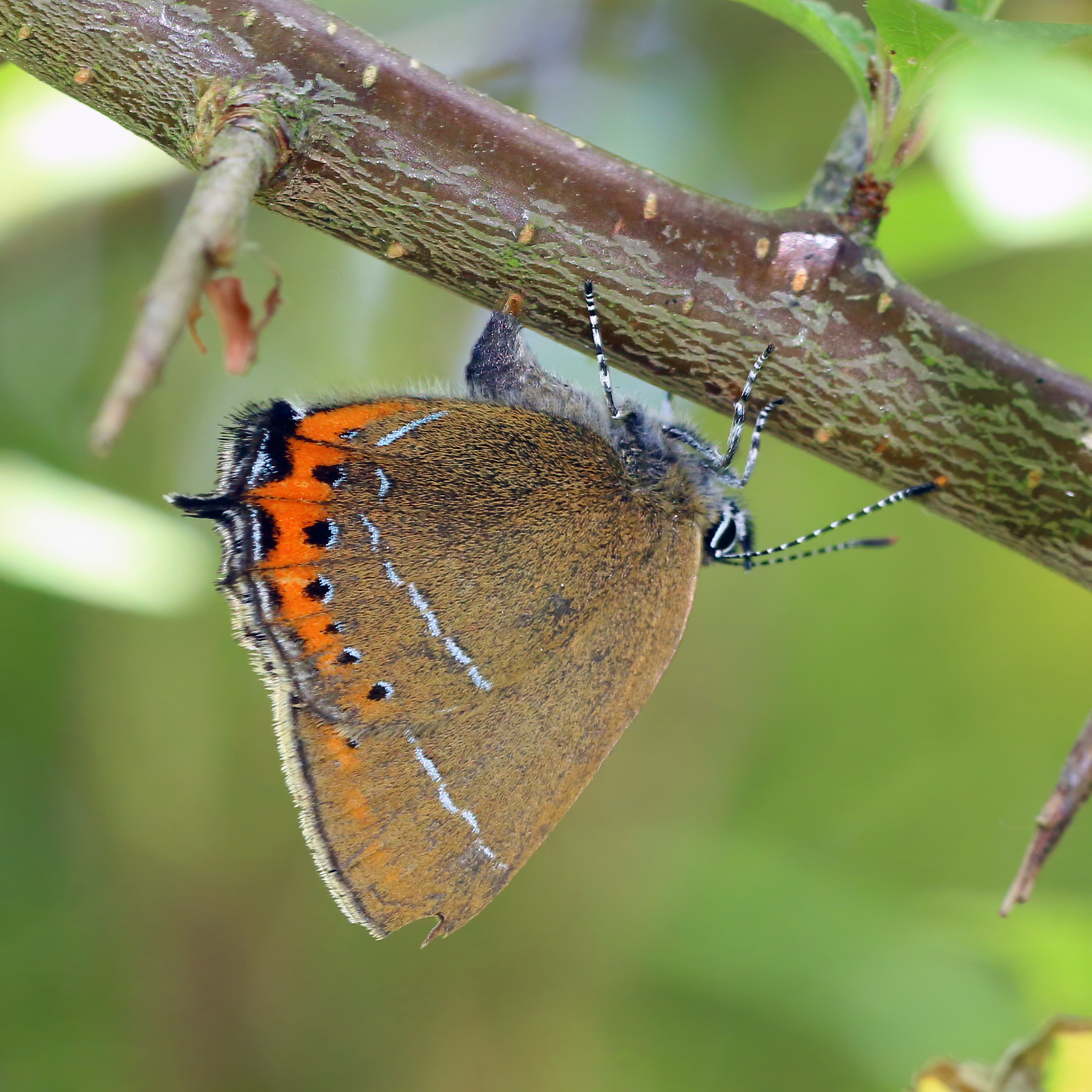
Femella ponent un ou
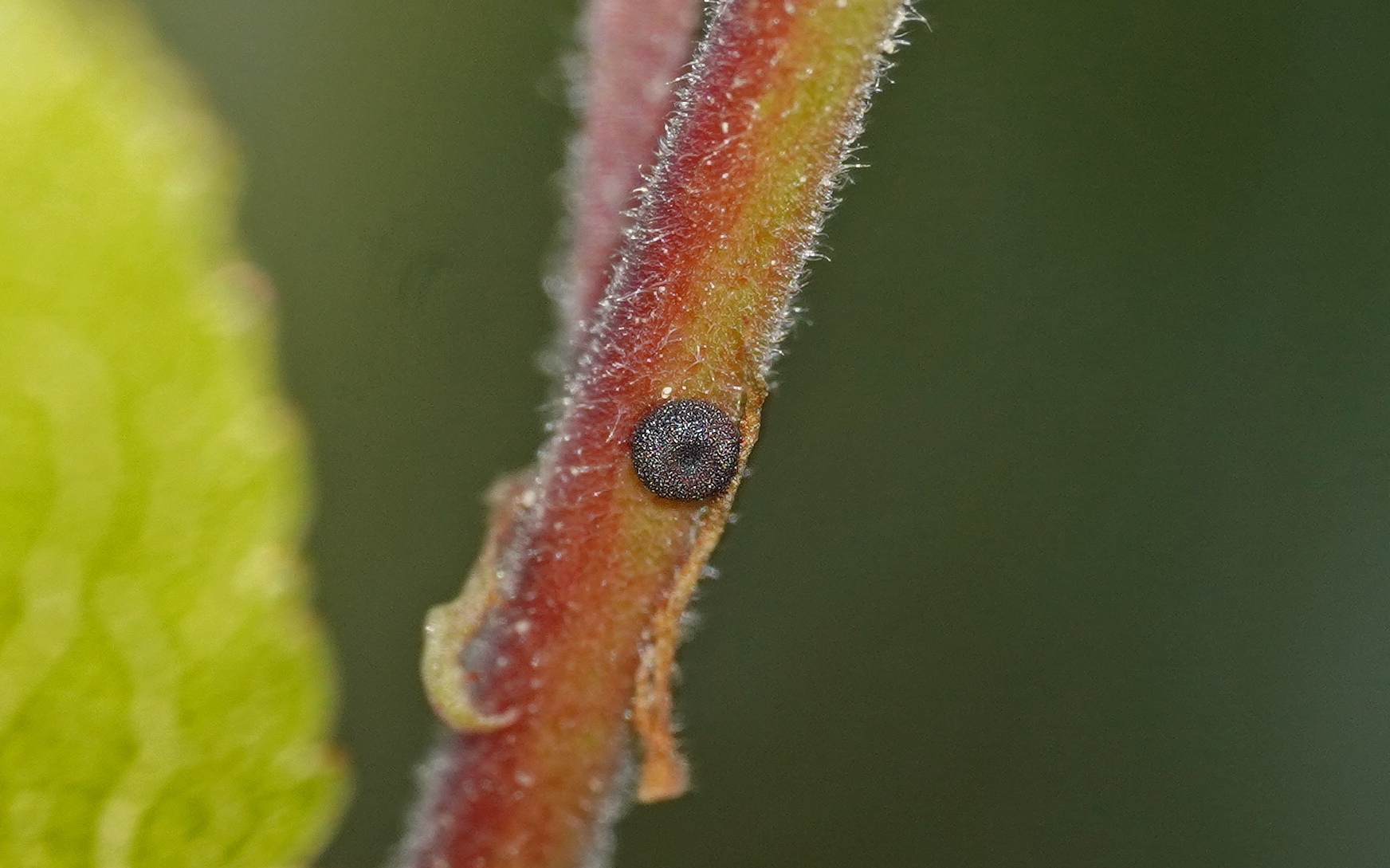
Detall d'un ou
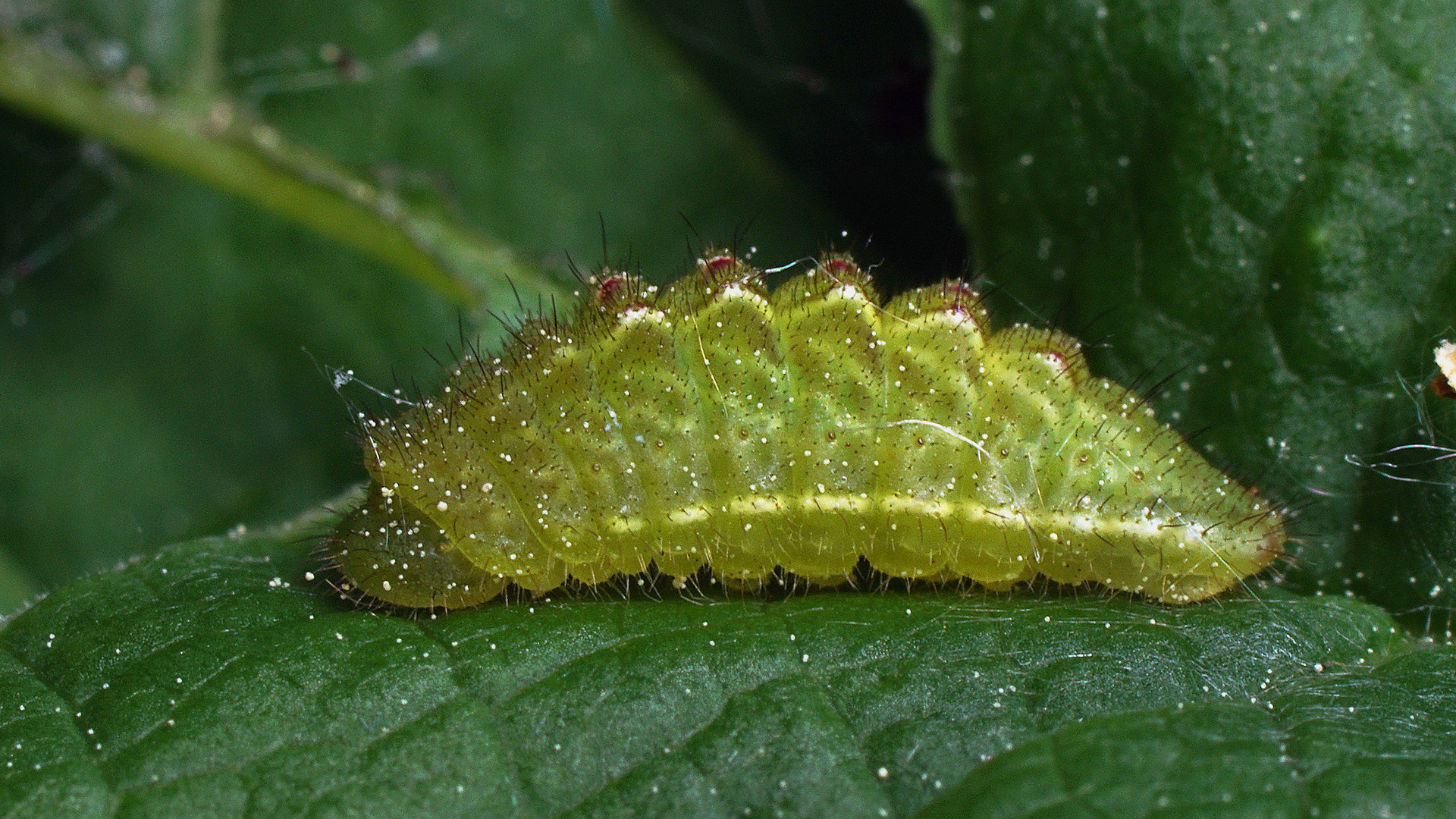
Eruga
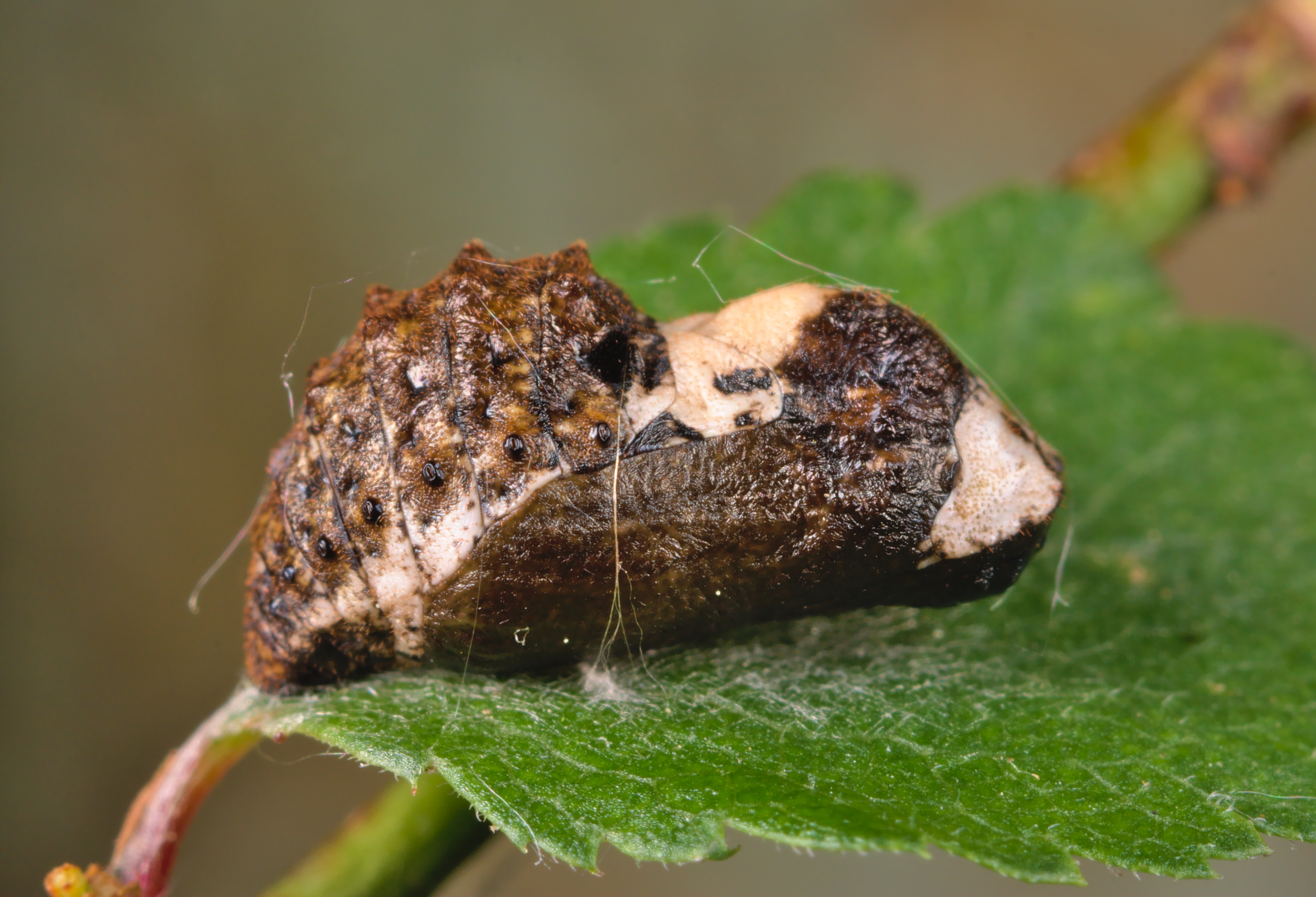
Crisàlide